# Sveriges ambassad i Amman
Sveriges ambassad i Amman är Sveriges diplomatiska beskickning i Jordanien som är belägen i landets huvudstad Amman. Beskickningen består av en ambassad, ett antal svenskar utsända av Utrikesdepartementet (UD) och lokalanställda. Ambassadör sedan 2024 är Maria Sargren.

## Historia
Den svenska ambassaden i Jordanien öppnades 1981.

## Beskickningschefer
| Namn                    | Period    | Funktion          | Anmärkning                                 |
| ----------------------- | --------- | ----------------- | ------------------------------------------ |
| Åke Sjölin              | 1957–1960 | Ambassadör        | Sidoackrediterad från ambassaden i Beirut. |
| Gösta Brunnström        | 1960–1965 | Ambassadör        | Sidoackrediterad från ambassaden i Beirut. |
| Claës Ivar Wollin       | 1965–1969 | Ambassadör        | Sidoackrediterad från ambassaden i Beirut. |
| Åke Jonsson             | 1969–1974 | Ambassadör        | Sidoackrediterad från ambassaden i Beirut. |
| Jean-Jacques von Dardel | 1974–1978 | Ambassadör        | Sidoackrediterad från ambassaden i Beirut. |
| Sten Strömholm          | 1979–1983 | Ambassadör        | Sidoackrediterad från ambassaden i Beirut. |
| Ingemar Stjernberg      | 1983–1986 | Ambassadör        | Sidoackrediterad från ambassaden i Beirut. |
| Lars Lönnback           | 1986–1990 | Ambassadör        |                                            |
| Christian Bausch        | 1990–1995 | Ambassadör        |                                            |
| Agneta Bohman           | 1995–1999 | Ambassadör        |                                            |
| Anders Lidén            | 1999–1999 | Chargé d’affaires |                                            |
| Klas Gierow             | 1999–2004 | Ambassadör        |                                            |
| Tommy Arwitz            | 2004–2008 | Ambassadör        |                                            |
| Charlotta Sparre        | 2008–2013 | Ambassadör        |                                            |
| Helena Gröndahl Rietz   | 2013–2016 | Ambassadör        |                                            |
| Erik Ullenhag           | 2016–2020 | Ambassadör        |                                            |
| Alexandra Rydmark       | 2020–2024 | Ambassadör        |                                            |
| Maria Sargren           | 2024–idag | Ambassadör        |                                            |